# Seiji Ono
Seiji Ono (Seivo, Ehime; 18 de junio de 1956) fue un jugador profesional de tenis de mesa japonés, ganador del Campeonato Mundial de Tenis de Mesa de 1979, celebrado en Pionyang.
Ono también ganó varias medallas de oro en los Mundiales, en las modalidades de por equipo y por parejas.